# Парусная команда ARTTUBE RUS-1
ARTTUBE RUS-1, транскрипция «арттьюб рус» — российская профессиональная парусная команда, выступающая в классе J/70. Многократный победитель российских и международных регат.

## История
На первую свою регату основательница и владелица команды Валерия Коваленко попала в 2014 году. На тот момент она увлекалась парашютным спортом и пилотированием. Дебютировала в яхтенному спорте в 2015, и сразу произошел инцидент — Валерия врезалась в лодку соперника. На первых больших внутрироссийских соревнованиях ее команда стала восьмой. Далее был дебют в Монако. В 2016 в летней серии гонок Монте-Карло Primo Cup ее экипаж стал 6 из 45 участников. В апреле того же года команда стала триумфатором на этапе Национальной парусной лиги в Сочи. Тогда же экипаж стал называться ARTTUBE. В свой дебютный год в течение всего турнира команда шла в тройке лидеров, но закончила соревнование пятой. Валерия Коваленко была единственной женщиной рулевой среди всех участников. Параллельно в 2016 году ARTTUBE принял участие в итальянской регате в классе J/70. После команда неоднократно выступала и побеждала на российских и международных турнирах в своем классе. Например, в 2017 экипаж стал победителем первой регаты в истории Чечни. Также ARTTUBE удавалось единственной из российских команд в истории попасть в тройку на открытой итальянской регате.

## Состав команды
Рулевая — Валерия Коваленко, тактики — Игорь Лисовенко (участник Олимпийских игр) , питмен (другой термин - пианист) — Денис Рожков, триммер и менеджер команды — Сергей Авдонин.

## Достижения
Профессиональная парусная команда ARTTUBE RUS-1
основана в 2015 году
- Многократные участники и призеры российских и международных регат в классе яхт J70
- Достижения в классе J70:
- Призеры и победители этапов Национальной парусной лиги 2016-2020 гг
- Победители Зимней серии Монако 2016-2017 и 2017-2018 годы
- Победители Зимней серии в Сочи 2016-2017 и 2017-2018 годы
- Чемпионы РФ 2018 года
- Бронзовые призеры Чемпионата РФ 2019 года
- Серебряные призеры Национальной парусной Лиги 2019 года
- 10 место на Чемпионате Мира 2019 года
- Серебряные призеры Чемпионата РФ 2020 года
- Победители TENZOR CUP 2020 и 2021 года
- Победители 1 и 2 этапа Кубка России
- Победители Кубка России 2021 года
- Победители Кубка Рундука по матчевым гонкам (Сочи и Анапа) 2021 года